# Rugby Europe Women's Championship 2024
El Rugby Europe Women's Championship (Campeonato Europeo de Rugby Femenino) del 2024 fue la vigésimo séptima edición del torneo femenino europeo de rugby.

## Equipos participantes
- Selección femenina de rugby de España
- Selección femenina de rugby de Países Bajos
- Selección femenina de rugby de Portugal
- Selección femenina de rugby de Suecia

## Desarrollo

### Tabla de posiciones
| Pos. | Equipo       | Encuentros | Encuentros | Encuentros | Encuentros | Tantos  | Tantos    | Tantos     | Puntos Bonus | Puntos Totales |
| Pos. | Equipo       | jugados    | ganados    | empatados  | perdidos   | a favor | en contra | diferencia | Puntos Bonus | Puntos Totales |
| ---- | ------------ | ---------- | ---------- | ---------- | ---------- | ------- | --------- | ---------- | ------------ | -------------- |
| 1    | España       | 3          | 3          | 0          | 0          | 99      | 5         | +94        | 2            | 14             |
| 2    | Países Bajos | 3          | 2          | 0          | 1          | 95      | 29        | +66        | 2            | 10             |
| 3    | Portugal     | 3          | 1          | 0          | 2          | 34      | 55        | -22        | 1            | 5              |
| 4    | Suecia       | 3          | 0          | 0          | 3          | 0       | 139       | -139       | 0            | 0              |

Nota: Se otorgan 4 puntos al equipo que gane un partido y 2 al que empate
Puntos Bonus: 1 punto por convertir 4 tries o más en un partido y 1 al equipo que pierda por no más de 7 tantos de diferencia

### Partidos
| 3 de febrero de 2024 | Países Bajos | 59 - 0  | Suecia |  |  |
|                      |              | Reporte |        |  |  |

| 24 de febrero de 2024 | Portugal | 7 - 31  | Países Bajos |  |  |
|                       |          | Reporte |              |  |  |

| 9 de marzo de 2024 | Portugal | 27 - 0  | Suecia |  |  |
|                    |          | Reporte |        |  |  |

| 30 de marzo de 2024 | España | 24 - 0  | Portugal |  |  |
|                     |        | Reporte |          |  |  |

| 6 de abril de 2024 | Países Bajos | 5 - 22  | España |  |  |
|                    |              | Reporte |        |  |  |

| 13 de abril de 2024 | Suecia | 0 - 53  | España |  |  |
|                     |        | Reporte |        |  |  |